# Torre del Rellotge (Sant Feliu de Codines)
La Torre del Rellotge és una torre del municipi de Sant Feliu de Codines (Vallès Oriental) inclosa en l'Inventari del Patrimoni Arquitectònic de Catalunya.

## Descripció
Es tracta d'una torre entre mitgeres que té planta baixa i dues plantes. A la façana hi ha una fornícula. Forma part del conjunt arquitectònic de Can Batllori. Està situada entre els dos cossos principals de la casa. La façana on s'hi troba la porta d'accés és al carrer de Tomàs Borrell.

## Història
La Sagrera i la Venderia antigament estaven separats pel torrent del Tura. L'únic contacte entre aquests dos barris es feu durant segles a través d'un pont ubicat prop de la fon del follet, que així assoleix la seva dimensió de molló de fronteres, d'àrea de contacte conflictiu. La rivalitat entre els dos barris l'assenyala virtualment la construcció de dos campanars (el de l'església i el de la torra del rellotge) i es recorda mercès a múltiples anècdotes populars. Els veïns de la Venderia volien tenir "rellotge de quarts y hores... amb sas campanas".